# Naivety
Naivety è un singolo del gruppo musicale statunitense A Day to Remember, il quarto estratto dal loro sesto album in studio Bad Vibrations, pubblicato il 17 agosto 2016.

## La canzone
Il singolo ha debuttato su BBC Radio 1 la sera del 17 agosto 2016, per poi essere reso disponibile per il download digitale alcune ore dopo.

## Video musicale
Il video ufficiale del brano, diretto da Darren Doane e pubblicato il 1º settembre 2016, vede i membri degli A Day to Remember vestire i panni delle loro controparti anziane per organizzare un Reunion Tour.

## Tracce
Testi degli A Day to Remember.
Musiche di Jeremy McKinnon, Kevin Skaff e Bill Stevenson.
1. Naivety – 3:19

## Formazione
A Day to Remember
- Jeremy McKinnon – voce
- Kevin Skaff – chitarra solista, voce secondaria
- Neil Westfall – chitarra ritmica
- Joshua Woodard – basso
- Alex Shelnutt – batteria, percussioni

Produzione
- Bill Stevenson – produzione, ingegneria del suono
- Jason Livermore – produzione, ingegneria del suono
- Andrew Berlin – ingegneria del suono
- Andrew Wade – ingegneria del suono
- Chris Beeble – ingegneria del suono
- Andy Wallace – missaggio

## Classifiche
| Classifica (2016)             | Posizione massima |
| ----------------------------- | ----------------- |
| Stati Uniti (mainstream rock) | 35                |
| Stati Uniti (rock)            | 43                |